# Veanne Cox
Pour les articles homonymes, voir Cox.
Veanne Cox, née le 19 janvier 1963 à Norfolk (Virginie), est une actrice et danseuse américaine.

## Biographie
Ayant par ailleurs une formation de danseuse, Veanne Cox est d'abord actrice de théâtre et joue notamment à Brodway (New York), où elle débute en 1986 dans la comédie musicale Smile (en) sur une musique de Marvin Hamlisch (avec Jodi Benson). Suivent quatre autres comédies musicales, dont Company sur une musique de Stephen Sondheim (1995, avec Boyd Gaines et Debra Monk), La Cage aux folles sur une musique de Jerry Herman (2010-2011, avec Kelsey Grammer et Douglas Hodge) et Un Américain à Paris sur une musique de George Gershwin (2015-2016).
Toujours à Broadway, s'ajoutent deux pièces, The Dinner Party (en) de Neil Simon (2000-2001, avec Len Cariou et Henry Winkler) et A Free Man of Color (en) de John Guare (2010-2011, avec Jeffrey Wright).
Elle est également active Off-Broadway depuis 1997, principalement dans des pièces, dont Les Monologues du vagin d'Eve Ensler (1999).
Au cinéma, elle contribue à des films américains (ou en coproduction) depuis un court métrage sorti en 1982. Mentionnons Vous avez un mess@ge de Nora Ephron (1998, avec Meg Ryan et Tom Hanks), Erin Brockovich, seule contre tous de Steven Soderbergh (2000, avec Julia Roberts et Albert Finney), L'Amour sans préavis (2002, avec Sandra Bullock et Hugh Grant) et Les Mots pour lui dire (2014, avec Hugh Grant et Marisa Tomei), ces deux derniers réalisés par Marc Lawrence.
Enfin, à la télévision américaine, outre trois téléfilms (comme La Légende de Cendrillon de Robert Iscove en 1997, avec Brandy Norwood et Bernadette Peters), Veanne Cox apparaît dans des séries à partir de 1984, dont L'Homme à la Rolls (un épisode, 1994), New York, section criminelle (un épisode, 2002), Les Experts (un épisode, 2005) et NCIS : Nouvelle-Orléans (trois épisodes, 2019).

## Théâtre (sélection)

### Broadway
(comédies musicales, sauf mention contraire)
- 1986-1987 : Smile (en), musique de Marvin Hamlisch, lyrics, livret et mise en scène d'Howard Ashman (d'après le film homonyme de 1975) : Sandra-Kay Macaffee
- 1995 : Company, musique et lyrics de Stephen Sondheim, livret de George Furth, chorégraphie de Rob Marshall : Amy
- 2000-2001 : The Dinner Party (en), pièce de Neil Simon : Yvonne Fouchet
- 2004 : Caroline, or Change (en), musique de Jeanine Tesori (en), lyrics et livret de Tony Kushner, mise en scène de George C. Wolfe : Rose Stopnick Gellman
- 2010-2011 : La Cage aux folles (La Cage aux Folles), musique et lyrics de Jerry Herman, livret d'Harvey Fierstein (d'après la pièce homonyme de Jean Poiret) : Mme Dindon / Mme Renaud
- 2010-2011 : A Free Man of Color (en) de John Guare, mise en scène de George C. Wolfe : Mme Mandragola / Doña Polissena / Robert Livingston
- 2015-2016 : Un Américain à Paris (An American in Paris), musique de George Gershwin, lyrics d'Ira Gershwin, livret de Craig Lucas (d'après le film homonyme de 1951), mise en scène et chorégraphie de Christopher Wheeldon : Mme Baurel

### Off-Broadway
(pièces, sauf mention contraire)
- 1997 : A Question of Mercy de David Rube : Susanah
- 1997 : The Batting Cage de Joan Ackerman : rôle non spécifié
- 1998 : Labor Day d'A. R. Gurney : Ginny
- 1998-1999 : Freedomland d'Amy Freed : Sig
- 1999 : Les Monologues du vagin  (The Vagina Monologues) de Eve Ensler : lectrice
- 2000 : The Altruists de Nicky Silver : rôle non spécifié
- 2002 : Garden et House, deux pièces en un acte d'Alan Ayckbourn : Joanne Mace
- 2003-2004 : Caroline, or Change (en), comédie musicale précitée : Rose Stopnick Gellman
- 2004 : Last Eater de Bryony Lavery : June
- 2005 : A Mother, a Daughter, and a Gun de Barra Grant, mise en scène de Jonathan Lynn : Jess
- 2006 : The Wooden Breeks de Glen Berger : Mme Nelles
- 2007 : Spain de Jim Knable : Diversion
- 2008 : Paradise Park de Charles Mee : Nancy
- 2009 : Love, Loss, and What I Wore (en) de Delia et Nora Ephron : rôle non spécifié
- 2013 : The Old Friends d'Horton Foote : Julia Price
- 2014 : The Most Deserving de Catherine Trieschmann : Jolene Atkinson

## Filmographie partielle

### Cinéma
- 1989 : Miss Firecracker de Thomas Schlamme : Tessy Mahoney
- 1998 : Vous avez un mess@age (You've Got Mail) de Nora Ephron : Miranda Margulies
- 2000 : Erin Brockovich, seule contre tous (Erin Brockovich) de Steven Soderbergh : Theresa Dallavale
- 2000 : Big Eden de Thomas Bezucha : Mary Margaret Bishop
- 2001 : Beethoven 4 (Beethoven's 4th) de David M. Evans : Martha Sedgewick
- 2002 : L'Amour sans préavis (Two Weeks Notice) de Marc Lawrence : Mélanie Corman
- 2003 : Marci X de Richard Benjamin : Caitlin Mellowitz
- 2009 : Mon babysitter (The Rebound) de Bart Freundlich : Haley
- 2014 : Les Mots pour lui dire (The Rewrite) de Marc Lawrence : Clara Foss

### Télévision
(séries, sauf mention contraire)
- 1990 : Haine et Passion (Guiding Light), feuilleton, épisode 11139 (sans titre) : Gracie
- 1994 : Island City de Jorge Montesi (téléfilm) : Helen
- 1994 : L'Homme à la Rolls (Burke's Law), saison 1, épisode 7 Qui a tué Cassandra Drake ? (Who Killed the Soap Star?) de Richard Lang : Ellen
- 1994 : Seinfeld, saison 5, épisode 20 L'Incendie (The Fire) : Toby
- 1997 : La Légende de Cendrillon (Cinderella) de Robert Iscove (téléfilm) : Calliope
- 1999 : The Norm Show, saison 1, épisode 5 My Name Is Norm : Judy
- 2000 : Madigan de père en fils (Madigan Men), saison unique, épisode 6 Love's Labor Lost : Sandy Whitlow
- 2001 : On ne vit qu'une fois (One Life to Live), feuilleton, épisodes non spécifiés : Melissa Miller
- 2002 : New York, section criminelle (Law and Order: Criminal Intent) (saison 1, épisode 19) : Martha Strick
- 2003 : Amy, saison 4, épisode 21 L'Image de la perfection (Picture of Perfect) : Mme Margolis
- 2005 : Le Monde de Joan (Joan of Arcadia), saison 2, épisode 14 Des hauts et des bas (The Rise & Fall of Joan Girardi) : la charmante prédicatrice
- 2005 : Les Experts (CSI: Crime Scene Investigation), saison 5, épisode 14 La Peau de l'ours (Unbearable) : Faith Hollis
- 2007 : Boston Justice (Boston Legal), saison 3, épisode 23 Le Mariage (Duck and Cover) : Dr Kathleen Ryan
- 2009 : New York, police judiciaire (Law and Order) (saison 19, épisode 14) : Mme Barsett
- 2009 : Royal Pains, saison 1, épisode 5 L'Île des Grant (No Man Is an Island) de Don Scardino : Loïs
- 2011 : Louie, saison 2, épisode 10 Louie et Halloween (Halloween/Ellie) : Ellie Bormer
- 2011 : Pan Am, saison unique, épisode 1 Embarquement immédiat (Pilot) de Thomas Schlamme, épisode 2 Paris sera toujours Paris (We'll Always Have Paris) de Christopher Misiano et épisode 6 Du rififi à Rio (The Genuide Article) : Mlle Havemeyer
- 2012 : New York, unité spéciale (Law and Order: Special Victims Unit) (saison 13, épisode 16) : la représentante des services de l'enfance
- 2014 : 2 Broke Girls, saison 3, épisode 20 Et les parents de Deke (And the Not Broke Parients) de Phill Lewis : Amy
- 2016 : Blue Bloods, saison 7, épisode 8 La Famille d'abord (Personal Business) de David Barrett : Camilla Lawson
- 2019 : NCIS : Nouvelle-Orléans (NCIS: New Orleans), saison 5, épisode 13 Virus X (X), épisode 15 Panier de crabes (Crab Mentality) et épisode 24 La Rivière Styx, 2e partie (The River Styx, Part II) : Parker
- 2019 : Bull, saison 4, épisode 2 Fantastica Voyage de Michael Weatherly : Juge Graves
- 2020 : New Amsterdam, saison 2, épisode 13 In the Graveyard de Darnell Martin : Debra Keating
- 2022 : New York, unité spéciale (saison 23, épisode 13) : Lois Young

## Distinctions (théâtre)
- 1996 : Nomination au Tony Award de la meilleure actrice de second rôle dans une comédie musicale, pour Company
- 1996 : Nomination au Drama Desk Award de la meilleure actrice de second rôle dans une comédie musicale, pour Company
- 2005 : Nomination au Drama Desk Award de la meilleure actrice dans une pièce, pour Last Eater
- 2014 : Drama Desk Award, prix spécial décerné